# Francesco Veracini
Francesco Veracini (Firenze, 1638 – Firenze, 1720) è stato un compositore e violinista italiano, padre di Antonio e nonno di Francesco Maria.

## Notizie biografiche
Poche e scarne sono le informazioni sulla sua vita: figlio di tale Niccolò, fu ammirato violinista alla corte medicea, luogo dove lavorò per molti anni. Beneficiò molto probabilmente del mecenatismo di Ferdinando II de' Medici, il granduca che aveva protetto, fra gli altri, anche Galileo Galilei. Fondò una scuola di musica, in seguito diretta dal figlio Antonio.  Egli era uno dei più grandi violinisti virtuosi del suo tempo.